# گنجگاه
گنجگاه روستایی است که در استان اردبیل، شهرستان کوثر، بخش مرکزی، دهستان سنجبد غربی قرار دارد.از محصولات کشاورزی این روستا می‌توان گندم، جو،لوبیا،نخود،عدس،علوفه،سیب و...را نام برد.تالاب گنجگاه در شمال روستای گنجگاه و در ۱۳ کیلومتری شهرستان گیوی و ۸۰ کیلومتری استان اردبیل و در جنوب اردبیل واقع شده‌است.
روستای گنجگاه از شمال با روستاها ی سنگ اباد،فاراب(پرو) وابلی و از جنوب با روستای هریس و از شرق با روستاهای سوره برق وسکر اباد و از غرب با روستاهای نیلق ونصیر اباد همسایه می‌باشد

## جمعیت
بر اساس سرشماری سال ۱۳۹۰ جمعیت این روستا ۱۲۰۰ نفر با ۲۰۰ خانوار بوده‌است.